# 刘叡
刘叡（5世紀—453年），字元秀，中国南北朝劉宋宗室，政治人物。宋武帝之孙，江夏王刘义恭的次子。刘朗之弟。
刘叡官至太子舍人，在元嘉三十年（453年）为刘劭所杀。宋孝武帝即位，追赠侍中，谥宣世子。大明二年（458年），追封安隆王。以第四皇子刘子绥（字宝孙）继封，食邑二千户。追谥刘叡为宣王。宋明帝泰始元年（465年），改刘叡为江夏宣王。刘子绥与晋安王刘子勋被赐死。泰始七年（471年），宋明帝以第八子刘跻（字仲升），继刘义恭为孙，封江夏王，食邑五千户。